# Götzendorf (Schnaittenbach)
Götzendorf ist ein Gemeindeteil der Stadt Schnaittenbach im Landkreis Amberg-Sulzbach in der Oberpfalz in Bayern.

## Geschichte
Der Name Götzendorf wird als Dorf eines Gezzo gedeutet. 1513 erschien die Bezeichnung „Getzendorf“, 1596 „Götzendorf“ und 1721 „Gözendorf“.
Am 1. Mai 1978 wurde die Gemeinde Kemnath am Buchberg, zu der der Weiler Götzendorf gehörte, in die Stadt Schnaittenbach eingegliedert.

## Verkehr
Götzendorf liegt an der Kreisstraße AS 33 zwischen der Kreuzung mit der Kreisstraße AS 32 und der Grenze zwischen dem Landkreis Amberg-Sulzbach und dem Landkreis Schwandorf. Von Kemnath am Buchberg erreicht man Götzendorf über die Kreisstraße AS 32 und die Kreisstraße AS 32 nach 4 km.
An den öffentlichen Nahverkehr ist Götzendorf über eine Buslinie angebunden. Dabei handelt es sich um die Linie 74 der RBO zwischen Götzendorf oder Mertenberg und Schnaittenbach.
Die nächstgelegenen Bahnhöfe befinden sich in Wernberg-Köblitz (10 km), Nabburg (10 km) und in Amberg (30 km).